# Sedmikráska chudobka
Sedmikráska chudobka (Bellis perennis), také sedmikráska obecná a lidově někdy chudobka, je vytrvalá klonální rostlina z čeledi hvězdnicovitých (Asteraceae). Je jediným českým druhem rodu sedmikráska (Bellis).

## Charakteristika
Sedmikráska chudobka je nízká rostlina zřídka přesahující 10 cm. Sytě zelené listy uspořádané v přízemní růžici jsou široce obvejčité a na okrajích jemně zubaté nebo celokrajné. Bezlistý květní stvol je jednoúborový. Úbory obsahují oboupohlavné kvítky, mají kuželovité lůžko, v jejich středu jsou droboučké žluté trubkovité květy, na obvodu bílé až narůžovělé jazykovité květy. Sedmikráska je samosprašná, nebo ji opyluje hmyz (typicky dvoukřídlý). Kvete od února do listopadu, při mírné zimě i déle. Květy vykazují heliotropické vlastnosti podobně jako slunečnice a jsou odolné vůči mrazu až do −15 °C. Plodem sedmikrásky chudobky je nažka. Plod je široce obvejčitý, bělavě světle hnědý.

## Rozšíření a stanoviště
Chudobka se vyskytuje po celé Evropě až po Kavkaz v travních společenstvech různých nadmořských výšek. Rozšířila se vlivem člověka i do Severní Ameriky či na Nový Zéland. Potřebuje dostatek slunečního záření a živinově bohatší půdy. Roste v městských trávnicích, zahradách i parcích, kolem cest ale i na loukách v přírodě.

## Použití
Chudobka je užívána od středověku jako léčivá bylina v tradiční medicíně. Historicky se využívaly různé její části proti zánětům v ústní dutině, odvarům na rány (ke srážení krve), při zánětech dýchacích cest, ale i dalších obtížích jako revma. Pro sběr jsou určené květní úbory se stonkem do 2 cm, během sezóny se koncentrace obsahových látek příliš nemění. Obsahuje hořčiny, sliz, silice, flavonoidy, třísloviny, triterpenové saponiny, fenolické kyseliny, antokyany, minerální látky, inulín a cukr. Flavonoidům jsou v laboratorních testech přisuzovány pozitivní účinky na činnost jater, ochranu cév, snižování cholesterolu a protizánětlivé a antioxidační účinky.
Je jedlá, sušená se míchá do čajových směsí, čerstvou lze použít na výrobu falešného medu, listy do vařených pokrmů i jarních salátů a květy na ozdobu dezertů. V intenzivně obdělávané zemědělské krajině je také celosezónním zdrojem pylu a nektaru pro včely. Její rozličné kultivary (např. "pomponette") s bohatými kompaktními květy bílé, růžové nebo až červené barvy jsou pak populární mezi zahradníky pro svou vůni a nenáchylnost k chorobám.

## Galerie

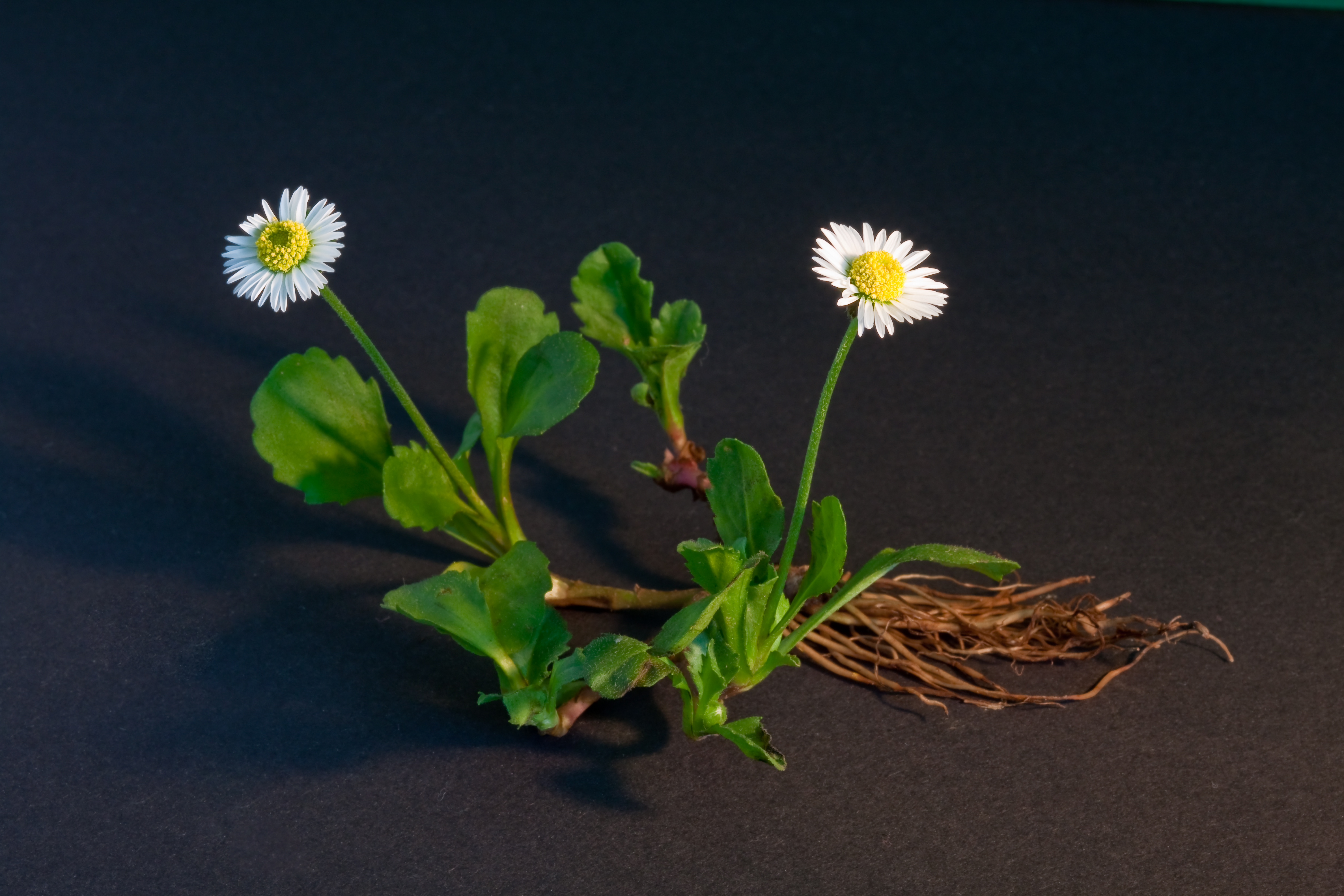
Kvetoucí rostlina s kořenem
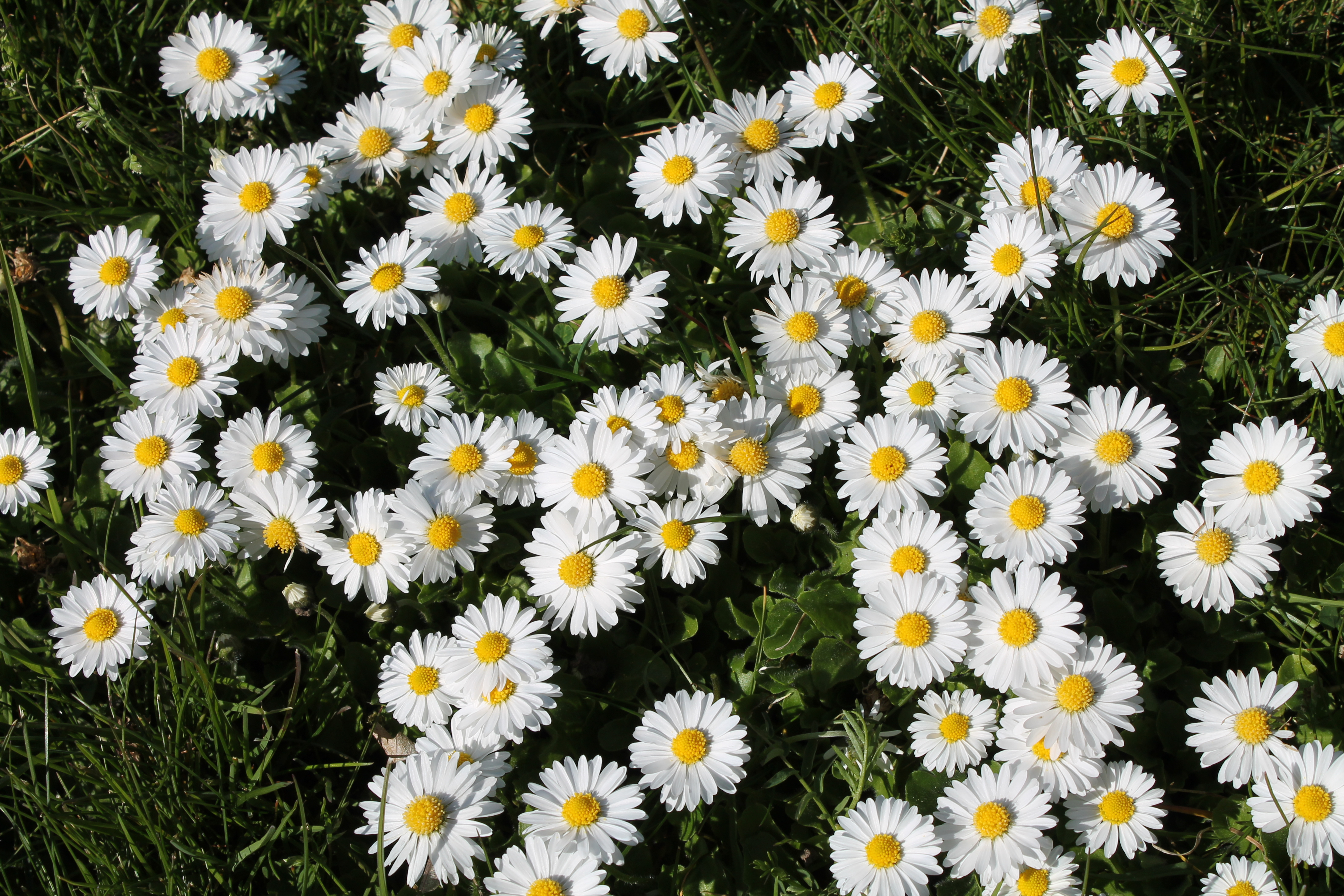
Kvetoucí rostliny v trávníku
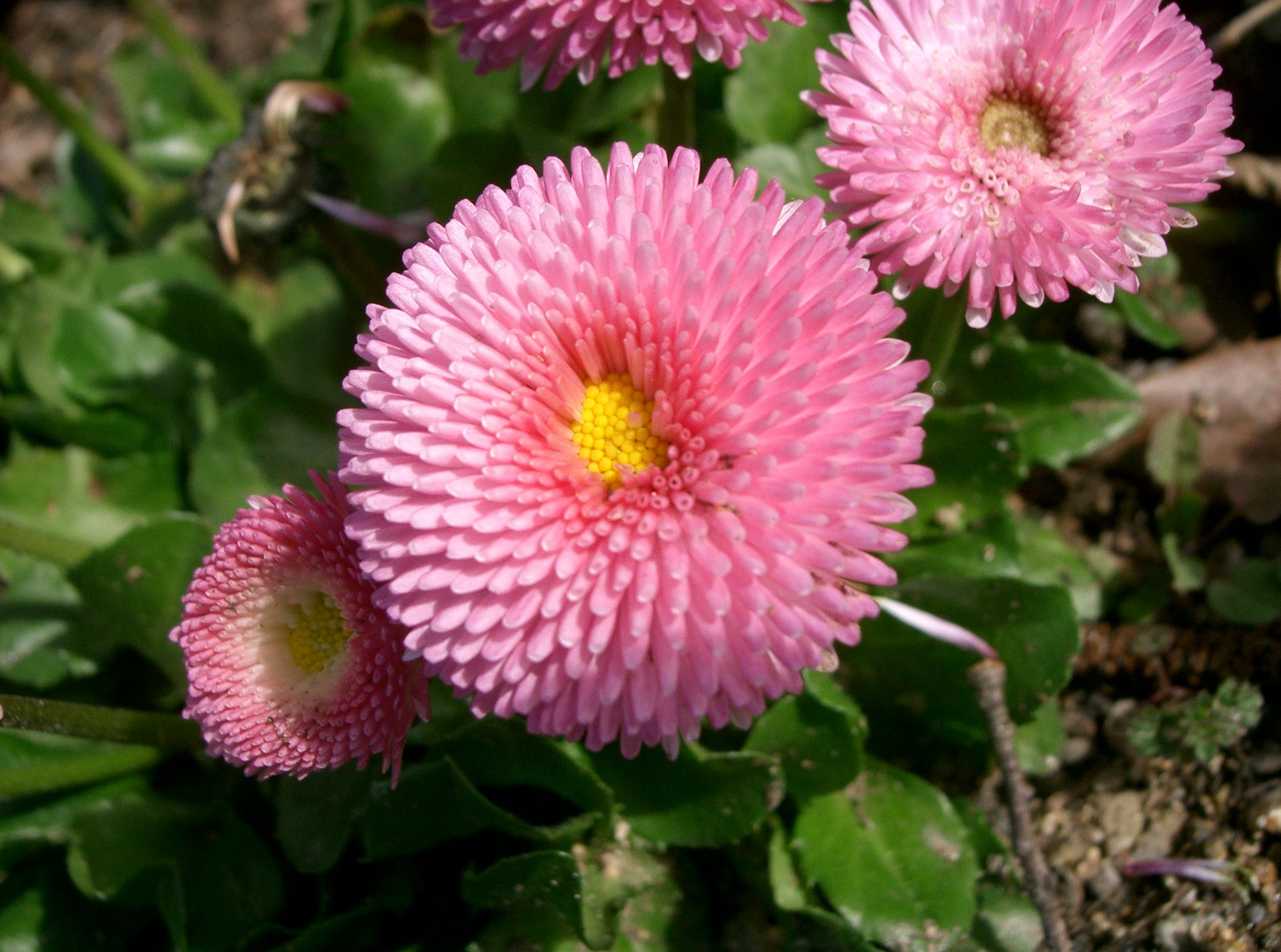
Růžový kultivar
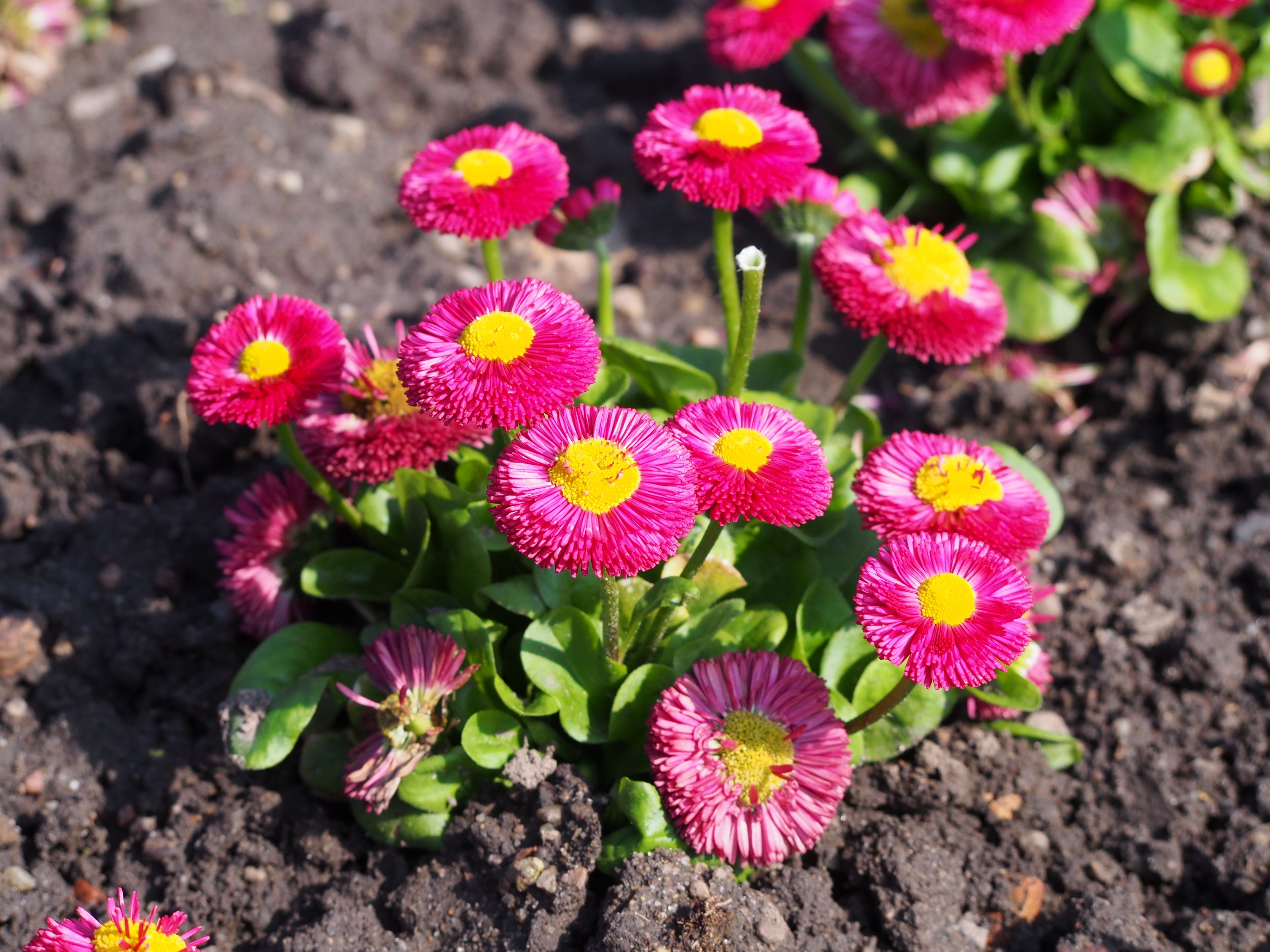
Okrasný kultivar "Speedstar Plus Carmine"